# 仙鼬魚
仙鼬魚（学名：Sirembo imberbis），又名仙鼬鳚、鼬魚，为鼬魚科仙鼬鳚屬下的一个种。